# Kirovohradská oblast
Kirovohradská oblast (ukrajinsky Кіровоградська область, Kirovohradska oblasť; někdy též Кіровоградщина / Kirovohradščyna) je jednou z 24 samosprávných oblastí Ukrajiny. Rozkládá se v geografickém středu země; hlavním městem je Kropyvnyckyj (přibližně 220 tisíc obyvatel), dalším významnějším městem je železniční uzel Oleksandrija, k největším městům regionu dále patří Znamjanka a Svitlovodsk.

## Název
Současný název oblasti odkazuje na její hlavní město Kirovohrad, které se však v rámci zákona o dekomunizaci Ukrajiny přejmenovalo v roce 2016 na Kropyvnyckyj. Název oblasti lze měnit jen změnou v ústavě, takový návrh byl podán v květnu 2018, podle kterého by novým názvem byla Kropyvnycká oblast.

## Historie
Oblast byla ustavena 10. ledna 1939.

## Geografie
Na východě zasahuje oblast k řece Dněpr, napříč západní částí pak protéká Jižní Bug.

### Kráter
V této oblasti leží velký impaktní kráter, který vznikl po dopadu planetky nebo komety na konci období druhohorní křídy, před asi 66 miliony let (v době, kdy vyhynuli dinosauři). Jmenuje se Boltyš a má průměr kolem 24 kilometrů.

## Obyvatelstvo
K 1. lednu 2022 žilo v oblasti 903 712 obyvatel. Oblast je jedna z nejméně lidnatějších oblastí v rámci Ukrajiny.
Oblast se vyznačuje střední mírou urbanizace: v roce 2022 žilo 576 tisíc obyvatel čili 63,7 % celkového obyvatelstva ve městech, na venkově žilo 328 tisíc lidí (36,3 % všech obyvatel). Kromě měst Kropyvnyckyj a Oleksandrija zde totiž není žádné další město s populací nad 50 000 obyvatel.
Počet obyvatel v oblasti postupně klesá. Tabulka níže představuje populační vývoj oblasti.
| 1990      | 1991      | 1995      | 2000      | 2005      | 2010      | 2015    | 2020    | 2022    |
| --------- | --------- | --------- | --------- | --------- | --------- | ------- | ------- | ------- |
| 1 240 500 | 1 245 300 | 1 236 200 | 1 164 500 | 1 083 900 | 1 017 800 | 980 600 | 933 100 | 903 712 |

Za rok 2021 se narodilo 5 533 živě narozených dětí, zemřelo však 19 005 lidí, z nichž 48 byly děti ve věku do jednoho roku. Na 100 zemřelých připadalo jen 29 živě narozených. Celkový úbytek obyvatel byl 16 416 lidí. Míra kojenecké úmrtnosti tehdy činila 8,1 ‰.
Sčítání v roce 2001 zjistilo nad 90 národností; 90,1 % tvoří Ukrajinci; 7,5 % Rusové; 0,4 % Arméni; 0,5 % Bělorusové; 0,7 % Moldavané.
88,9 % všech obyvatel považovalo ukrajinštinu za rodný jazyk, 10 % považovalo za svou mateřštinu ruštinu.
Následující tabulka podává přehled největších měst.
| Město         | Ukrajinský název | Počet obyvatel k 1. lednu 2022 |
| ------------- | ---------------- | ------------------------------ |
| Kropyvnyckyj  | Кропивницький    | 219 676                        |
| Oleksandrija  | Олександрія      | 76 097                         |
| Svitlovodsk   | Світловодськ     | 43 130                         |
| Znamjanka     | Знам'янка        | 21 221                         |
| Dolynska      | Долинська        | 18 225                         |
| Novoukrajinka | Новоукраїнка     | 16 080                         |
| Hajvoron      | Гайворон         | 14 010                         |
| Novomyrhorod  | Новомиргород     | 10 715                         |
| Bobrynec      | Бобринець        | 10 396                         |
| Mala Vyska    | Мала Виска       | 9 960                          |

## Sousední oblasti
- Čerkaská oblast (sever; nejdelší hranice)
- Poltavská oblast (severovýchod; krátká hranice, tvořena Dněprem)
- Dněpropetrovská oblast (východ)
- Mykolajivská oblast (jih)
- Oděská oblast (jihozápad; velmi krátká hranice)
- Vinnycká oblast (západ; velmi krátká hranice)